# Paralcyonium spinulosum
Paralcyonium spinulosum is een zachte koraalsoort uit de familie Paralcyoniidae. De koraalsoort komt uit het geslacht Paralcyonium. Paralcyonium spinulosum werd in 1822 voor het eerst wetenschappelijk beschreven door Delle Chiaje. 